# Melica uniflora
Melica uniflora là một loài thực vật có hoa trong họ Hòa thảo. Loài này được Retz. mô tả khoa học đầu tiên năm 1779.

## Hình ảnh

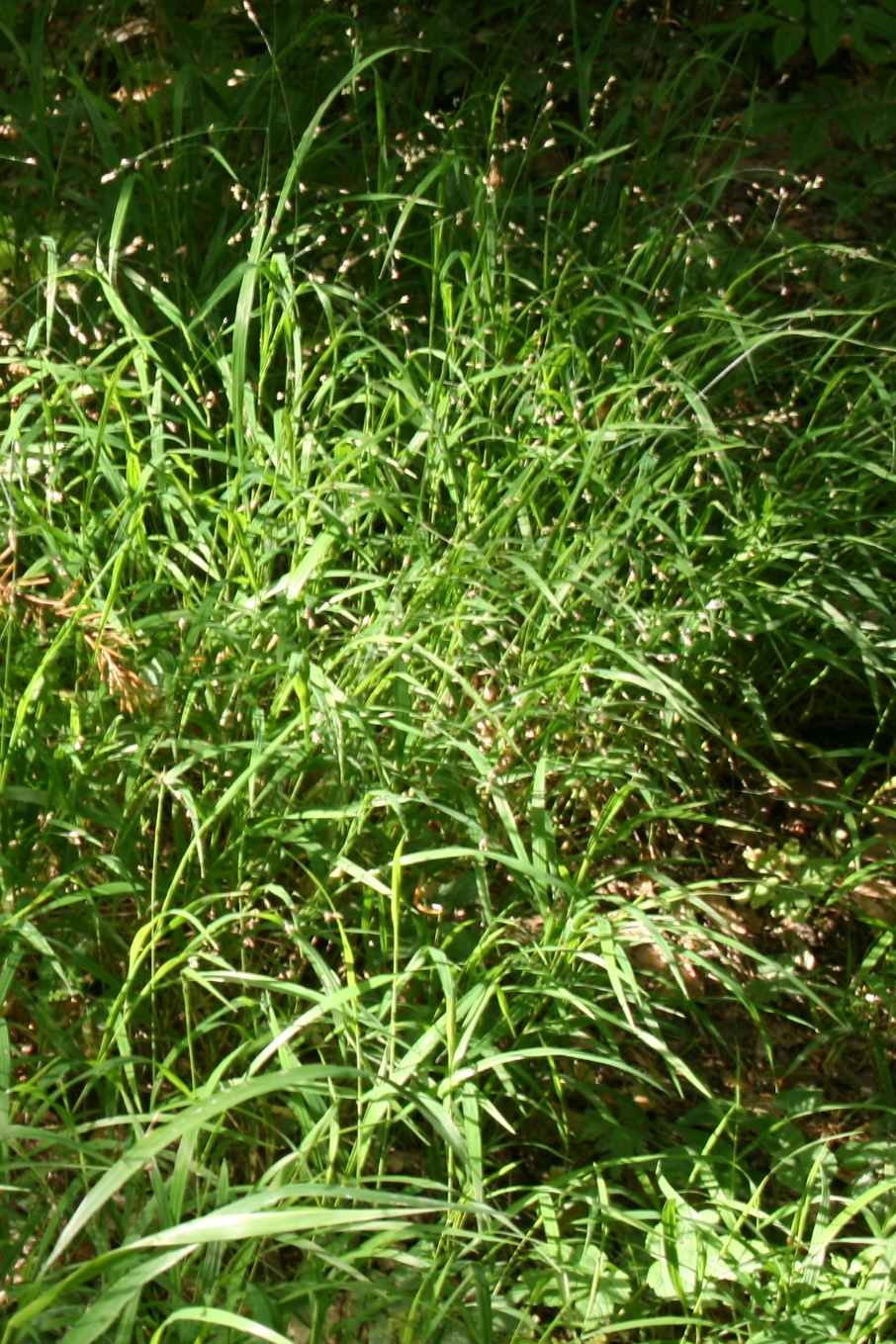
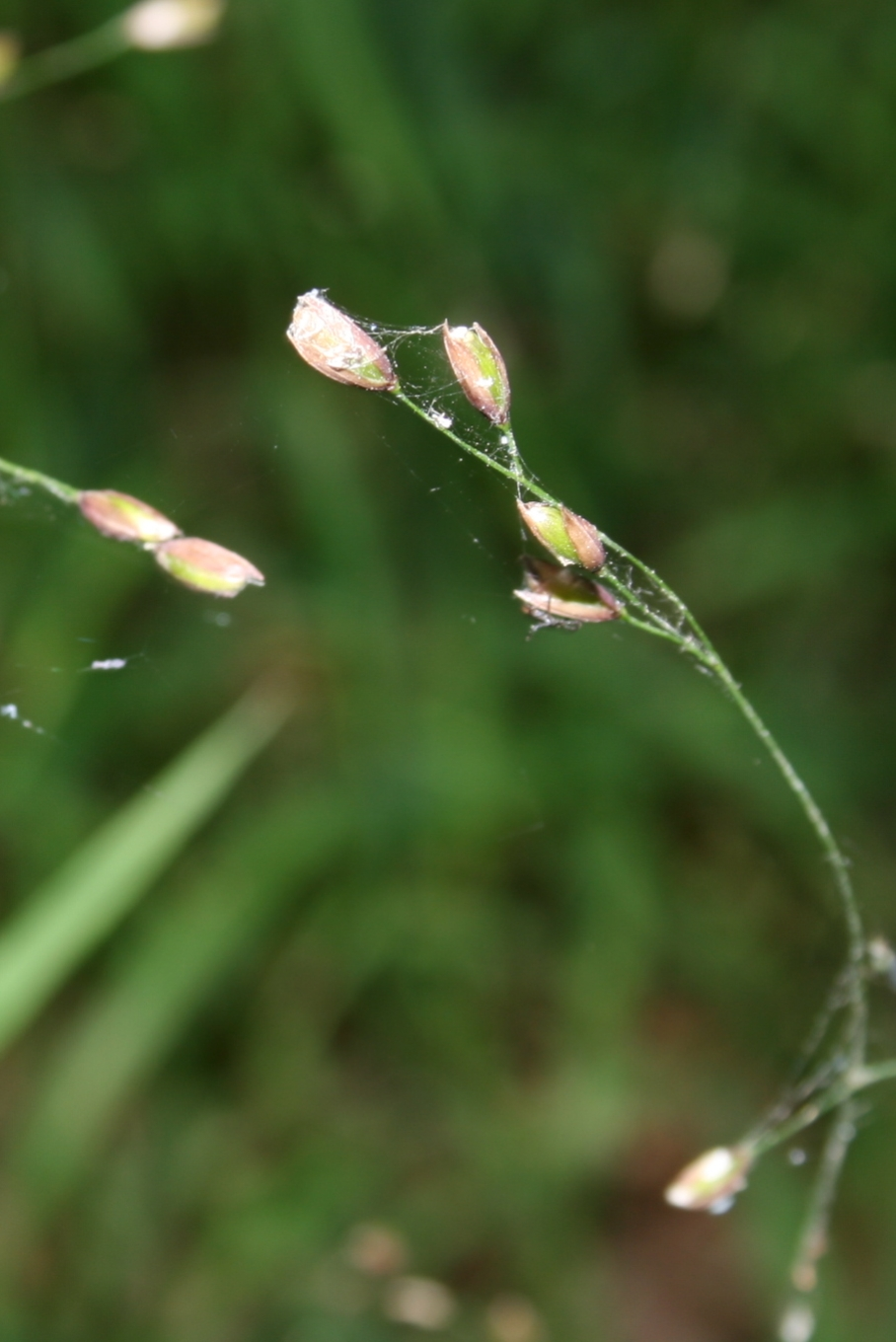
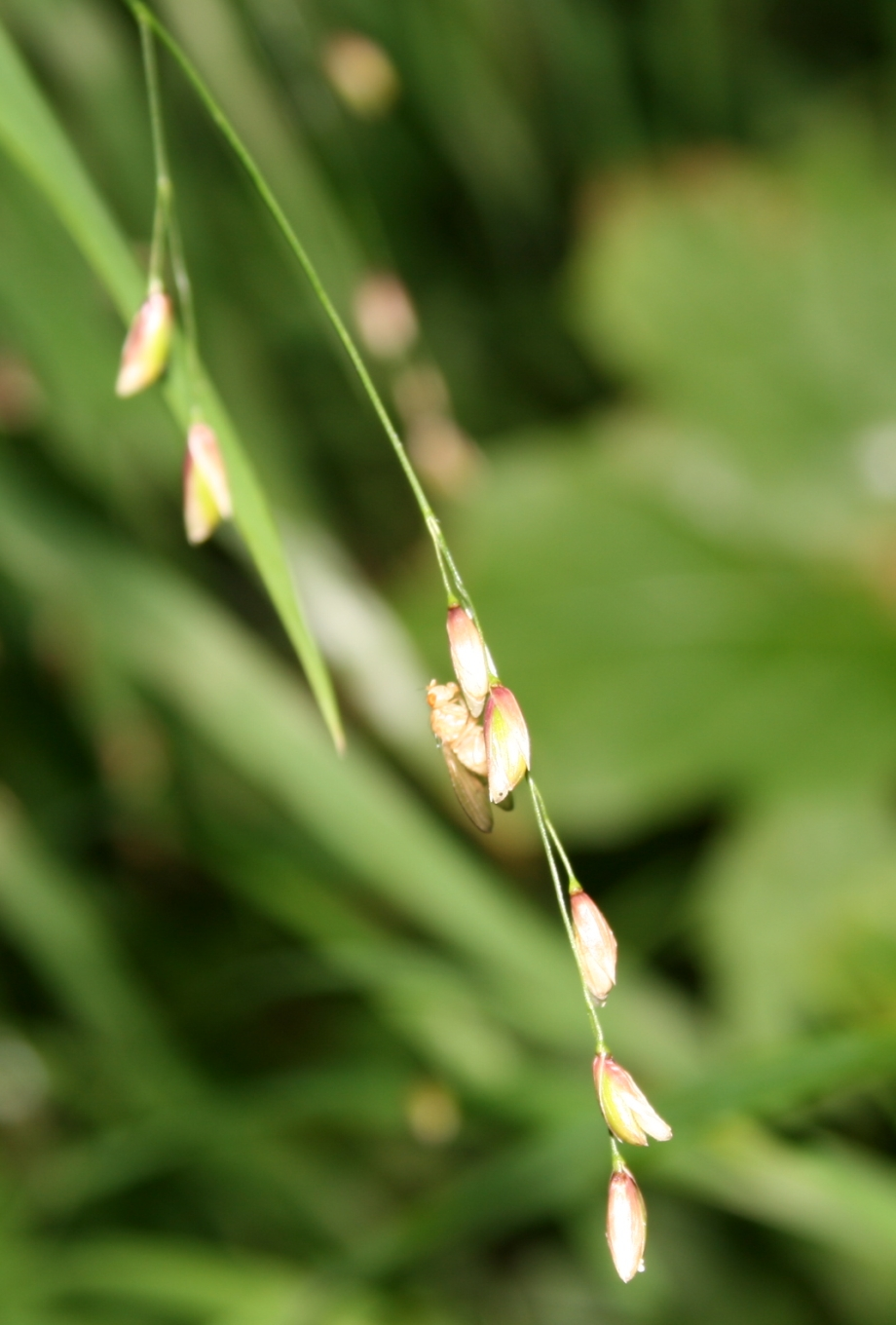
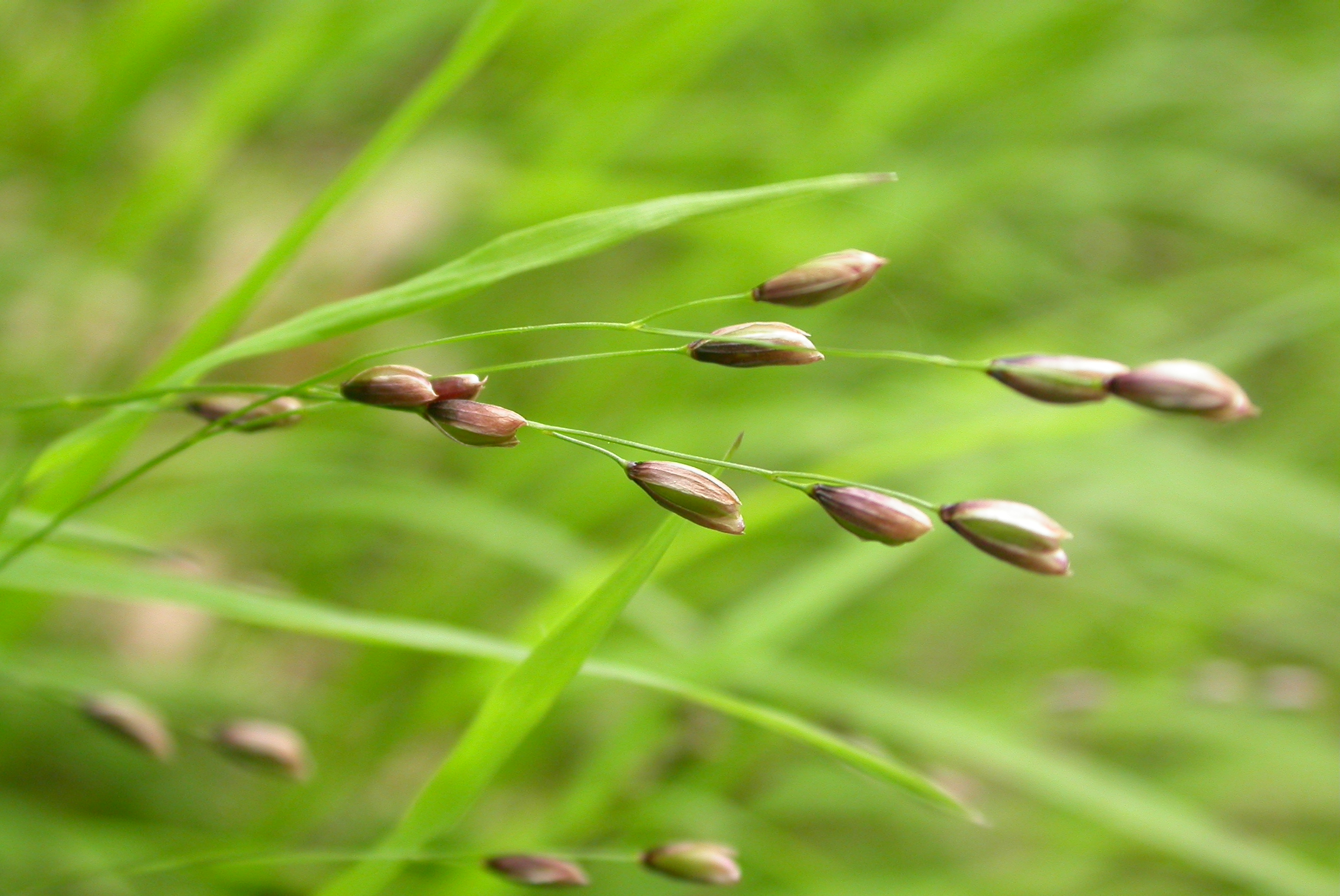